# Campeonato do Uzbequistão de Ciclismo Contrarrelógio
O Campeonatos do Uzbequistão de Ciclismo Contrarrelógio organizam-se anual e ininterruptamente desde o ano 1998 para determinar o campeão ciclista do Uzbequistão de cada ano, na modalidade.
O título outorga-se ao vencedor de uma única prova, na modalidade de Contrarrelógio individual. O vencedor obtém o direito a portar uma camisola com as cores da bandeira do Uzbequistão até campeonato do ano seguinte, somente quando disputa provas contrarrelógio.

## Palmarés
| Ano  | Ganhador             | Segundo              | Terceiro             |
| 1998 | Enver Setmemetov     |                      |                      |
| 1999 | Damir Iratov         | Enver Setmemetov     | Sergey Arkov         |
| 2000 | Uglugbek Salamov     | Damir Iratov         | Enver Setmemetov     |
| 2001 | Artem Shlindov       | Kahramon Maminov     | Sergey Bakin         |
| 2002 | Sergey Krushevskiy   | Damir Iratov         | Artem Shlindov       |
| 2003 | Sergey Krushevskiy   | Serguéi Lagutín      | Artem Shlindov       |
| 2004 | Serguéi Lagutín      | Rafael Nuritdinov    | Vladimir Tuychiev    |
| 2005 | Serguéi Lagutín      | Vladimir Tuychiev    | Nicolay Kazakbaev    |
| 2006 | Nicolay Kazakbaev    | Serguéi Lagutín      | Konstantin Kalinin   |
| 2007 | Vladimir Tuychiev    | Nikolai Kazakbaev    | Muradjan Khalmuratov |
| 2008 | Vladimir Tuychiev    | Serguéi Lagutín      | Muradjan Khalmuratov |
| 2009 | Vladimir Tuychiev    | Muradjan Khalmuratov | Konstantin Kalinin   |
| 2010 | Ruslan Karimov       | Muradjan Khalmuratov | Konstantin Kalinin   |
| 2011 | Muradjan Khalmuratov | Vadim Shaekov        | Vladimir Tuychiev    |
| 2012 | Muradjan Khalmuratov | Konstantin Volik     | Vadim Shaekov        |
| 2013 | Muradjan Khalmuratov | Vladimir Tuychiev    | Abdullojon Akparov   |
| 2014 | Muradjan Khalmuratov | Vladimir Tuychiev    | Gleb Gorbachev       |
| 2015 | Muradjan Khalmuratov | Gleb Gorbachev       | Timur Gumerov        |
| 2016 | Muradjan Khalmuratov | Andrey Izmaylov      | Vladimir Tuychiev    |
| 2017 | Muradjan Khalmuratov | Dilmurdjon Siddikov  | Andrey Izmaylov      |
| 2018 | Muradjan Khalmuratov | Dilmurdjon Siddikov  | Iskandarberk Shodiev |
| 2019 | Muradjan Khalmuratov | Dilmurdjon Siddikov  | Sergey Medvedev      |
| 2020 | Muradjan Khalmuratov | Dilmurdjon Siddikov  | Danil Evdokimov      |
| 2021 | Muradjan Khalmuratov | Aleksey Fomovskiy    | Behzodek Rakhimbaev  |
| 2022 | Aleksey Fomovskiy    | Dmitriy Bocharov     | Behzodek Rakhimbaev  |